# Distrito de Visakhapatnam
Visakhapatnam (en telugú; విశాఖపట్నం జిల్లా) es un distrito de India en el estado de Andhra Pradesh. Código ISO: IN.AP.VS.
Comprende una superficie de 11 161 km².
El centro administrativo es la ciudad de Visakhapatnam.

## Demografía
Según censo 2011 contaba con una población total de 4 288 113 habitantes.